# Kuremaa
Kuremaa (tyska: Jensel) är en småköping (estniska: alevik) i Jõgeva kommun i landskapet Jõgevamaa i östra Estland. Orten ligger vid norra stranden av sjön Kuremaa järv, öster om staden Jõgeva.

## Galleri

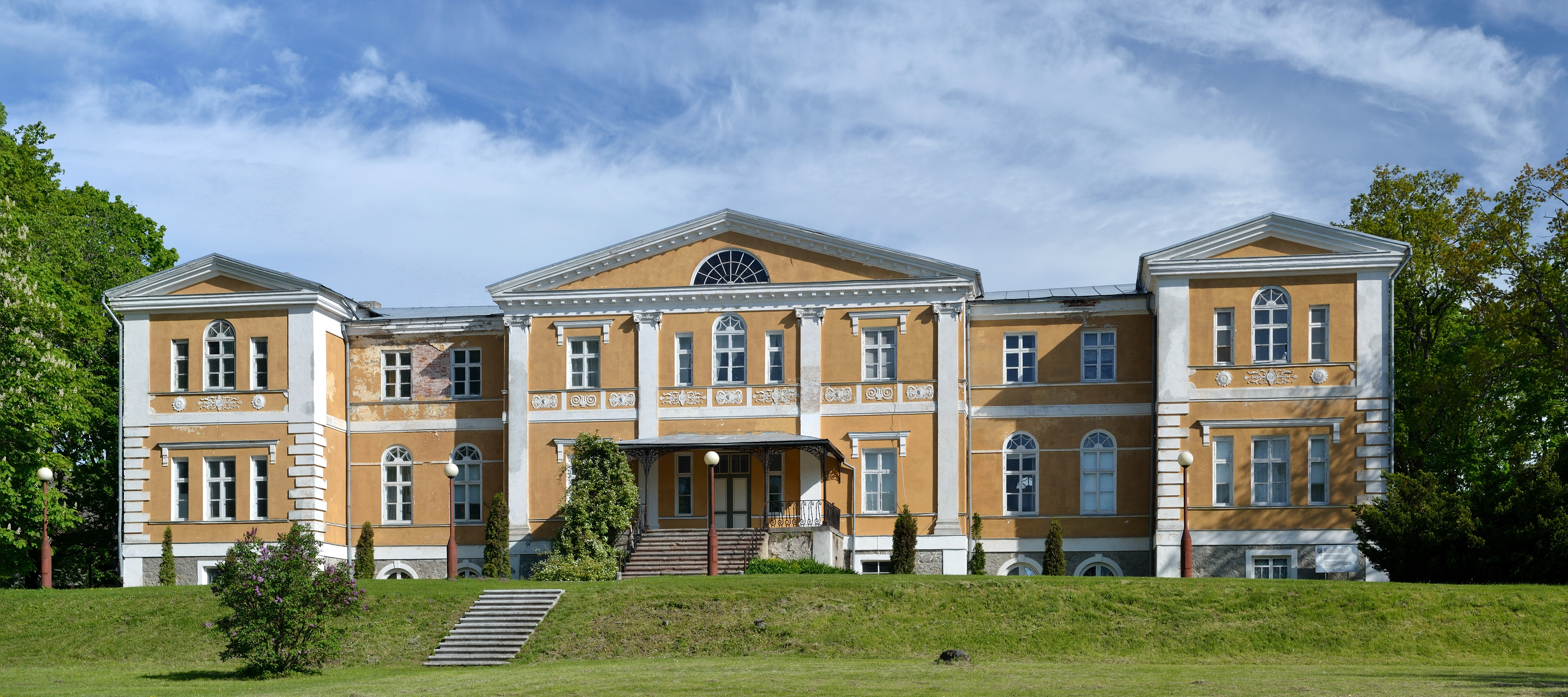
Kuremaa herrgård.
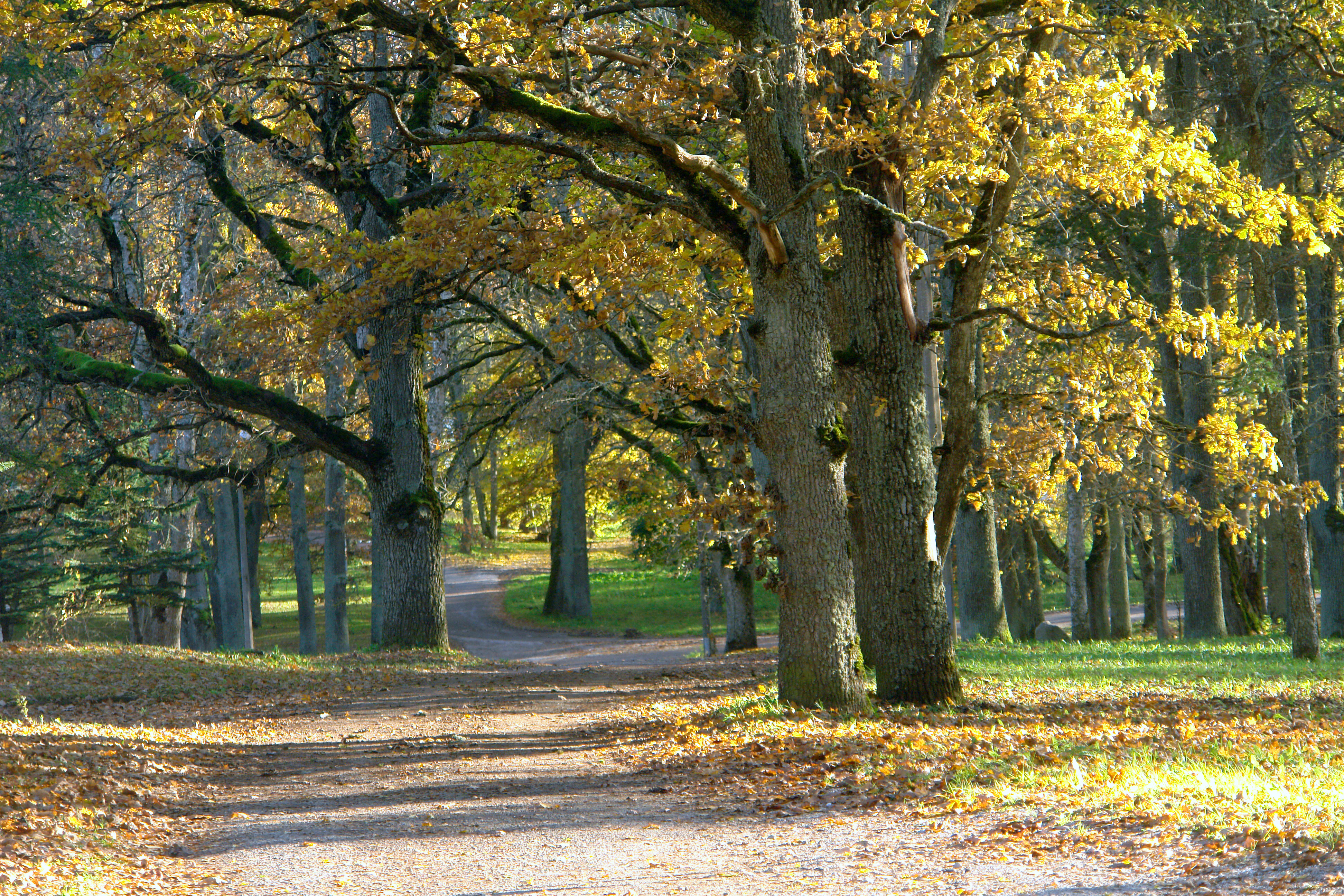
Kuremaa herrgårds park.
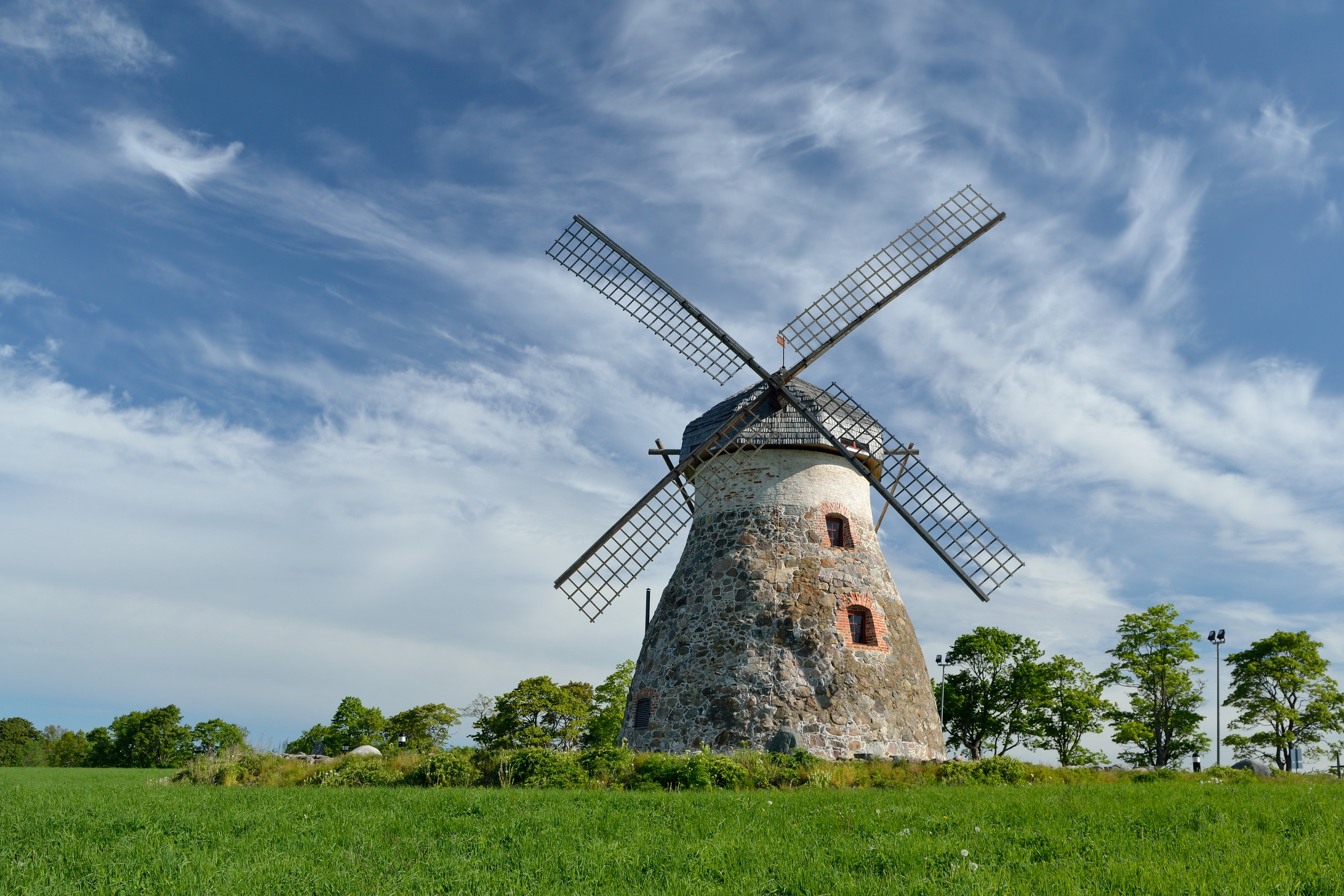
Kuremaa herrgårds väderkvarn.